# Kathedrale von Lomas de Zamora

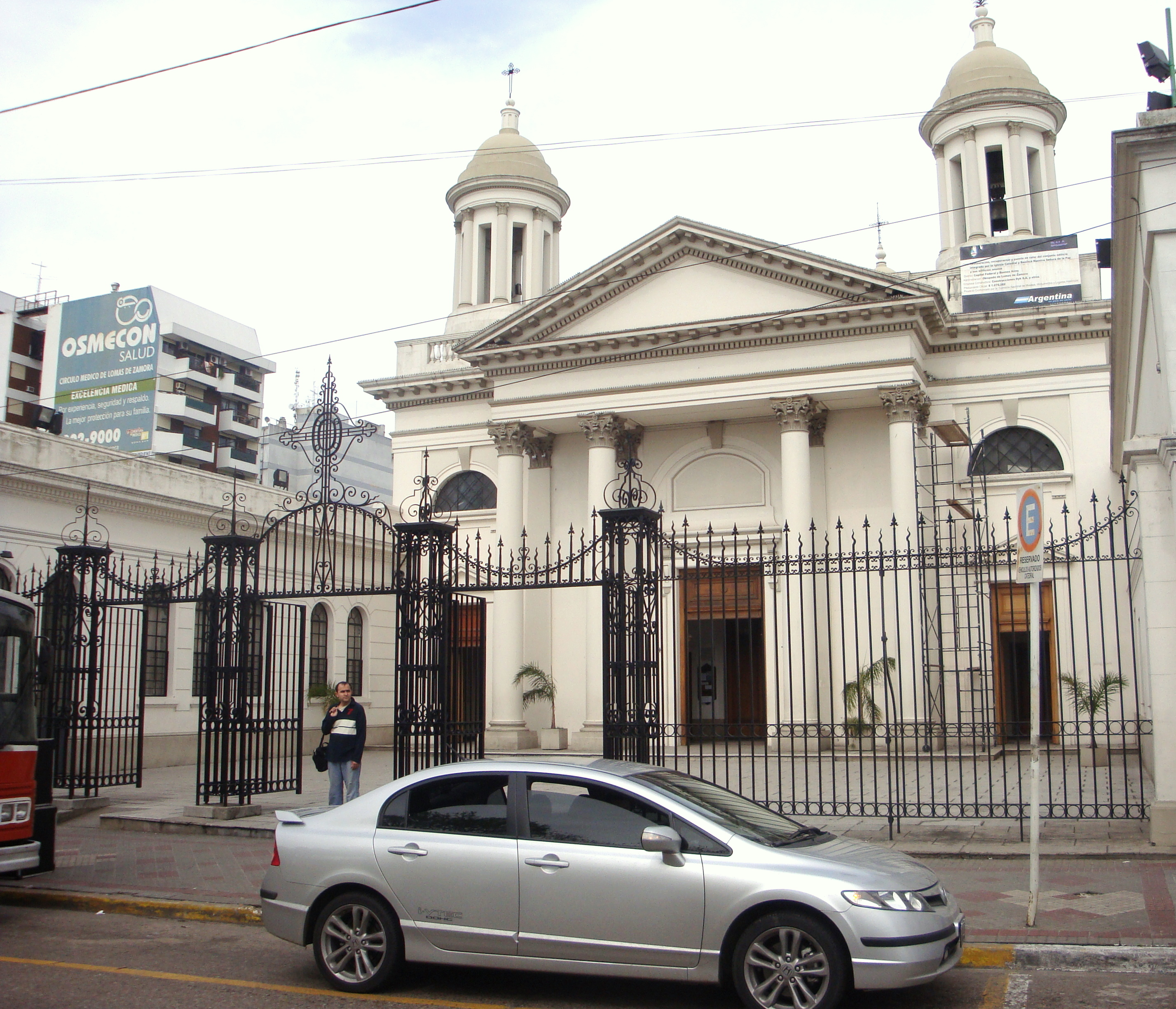
Kathedrale von Lomas de Zamora

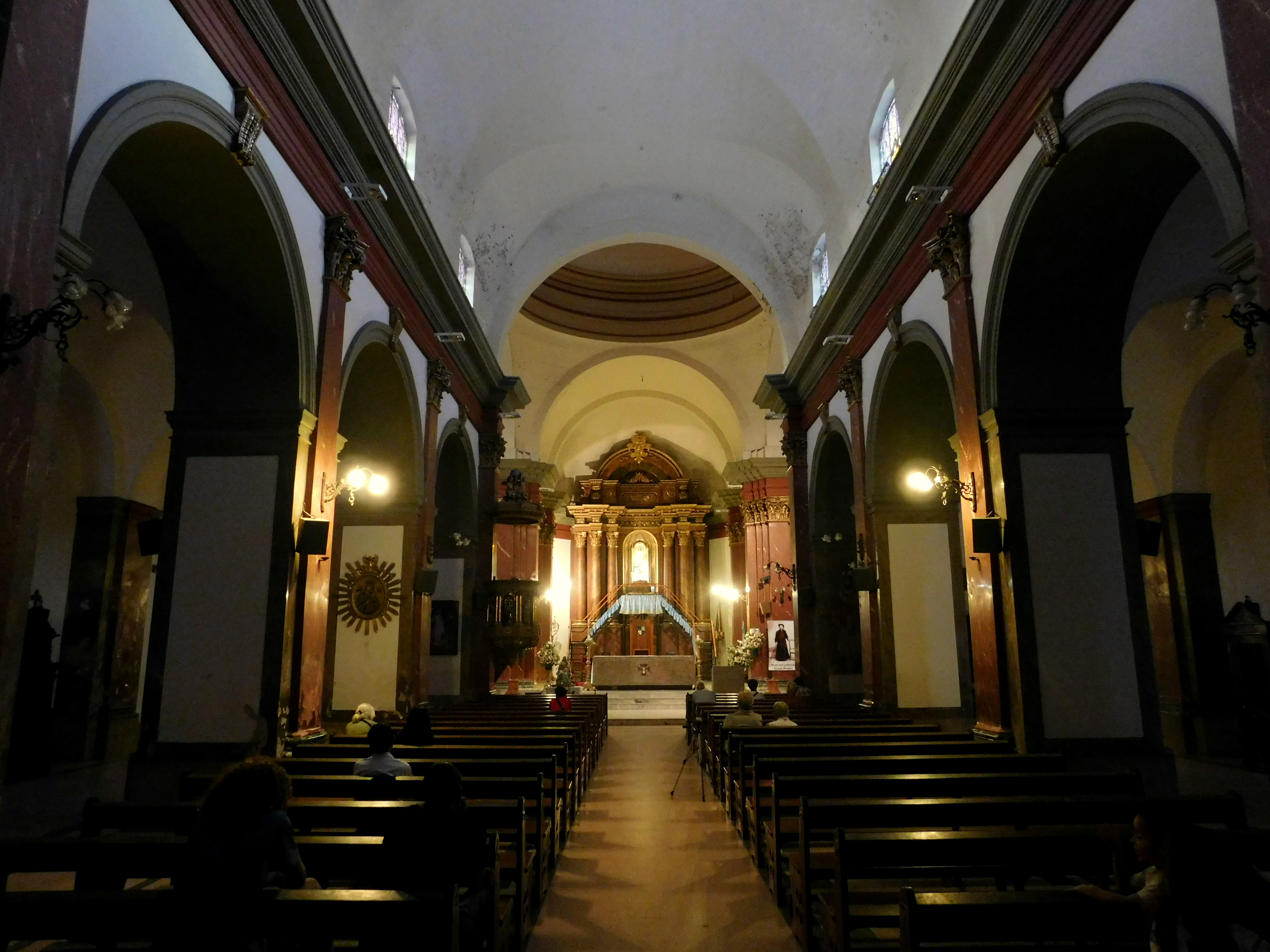
Innenraum

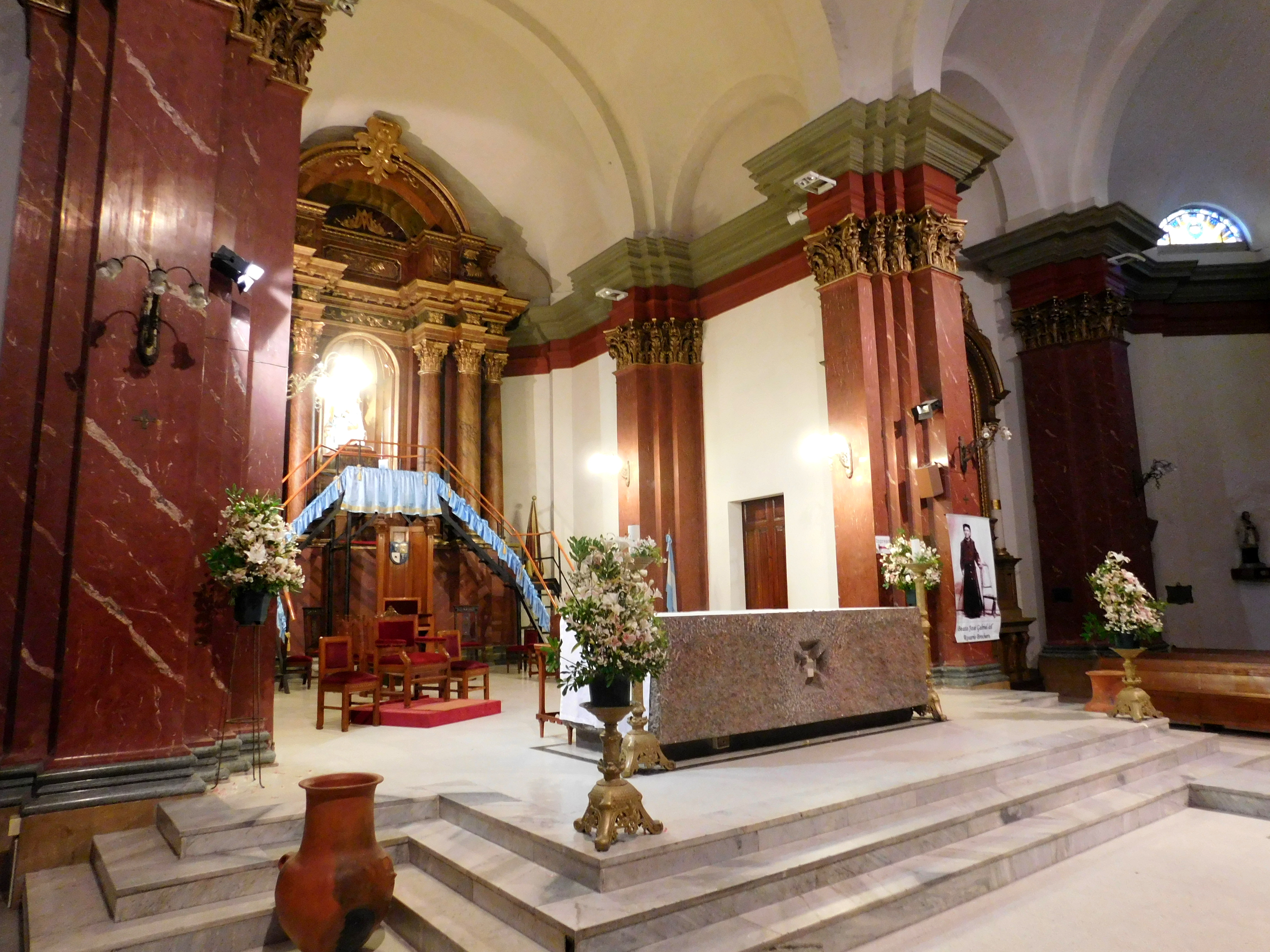
Apsis und Querhausarm

Die Kathedrale von Lomas de Zamora (spanisch Catedral Nuestra Señora de La Paz) ist ein römisch-katholisches Kirchengebäude in der Stadt Lomas de Zamora in der argentinischen Provinz Buenos Aires. Der Bischofssitz des Bistums Lomas de Zamora ist „Unserer Lieben Frau vom Frieden“ gewidmet und trägt den vom Papst verliehenen Ehrentitel einer Basilica minor. Das als Nationales Historisches Monument geschützte Bauwerk wurde Ende des 19. Jahrhunderts im Stil der italienischen Neorenaissance errichtet.

## Lage
Lomas de Zamora ist eine Vorstadt von Buenos Aires und liegt ca. 25 km (Fahrtstrecke) südlich der Landeshauptstadt in einer Höhe von ca. 20 m. Die Kathedrale befindet sich im Ortszentrum gegenüber der Plaza Griguera.

## Geschichte
Ein erster Entwurf für die neue Kirche wurde 1855 von den italienischstämmigen Architekten Nicolás und José Canale geschaffen. Im Jahr 1859 wurde während des Konflikts zwischen dem kurzzeitig für unabhängig erklärten Staat Buenos Aires und der Argentinischen Konföderation ein Gelübde für den Bau der Maria-Friedens-Kirche abgelegt. Der Großgrundbesitzer Victorio Grigera stiftete im Jahr 1860 das Baugrundstück. Die erste Bauphase begann am 16. Januar desselben Jahres unter der Leitung der Architekten Canale. Der Grundstein für das Gebäude wurde von Bartolomé Mitre gelegt, der während des Konflikts Kriegsminister der Provinz und ab 1862 Präsident von Argentinien war. Die Kirchweihe fand am 22. Januar 1865 statt. Im Jahr 1876 wurde die Kirche durch den Bau der Seitenschiffe zu einer Basilika ergänzt. Als weitere wesentliche Ergänzung wurde die Kirche in den Jahren 1898 bis 1902 unter der Leitung der Architekten Juan Ochoa und Domingo Selva im unveränderten Stil mit Querschiff, Kuppel über der Vierung und heutigem Altarraum erweitert. Im Jahr 1944 wurde als letzter Bauabschnitt ein Portikus vor die Fassade gesetzt.
Mit Errichtung des Bistums Lomas de Zamora 1957 wurde die Kirche von Papst Pius XII. zur Kathedrale erhoben; 1965 verlieh Papst Paul VI. der Kathedrale anlässlich ihres hundertjährigen Bestehens den Titel einer Basilica minor.

## Architektur
Die Kirchenfassade wird bestimmt von einem auf vier Säulen ruhenden Portikus; zwei kleine Glockentürmchen (campanarios) befinden sich über den Portalen der Seitenschiffe. Das tonnengewölbte und mit Stichkappen versehene Langhaus ist dreischiffig; der Chorbereich mitsamt den halbrunden Querhausarmen ähnelt einem Trikonchos. Die Kuppel über der Vierung ist unbelichtet.